# Reinsberg (Ausztria)
Reinsberg osztrák község Alsó-Ausztria Scheibbsi járásában. 2022 januárjában 1070 lakosa volt. 

## Elhelyezkedése

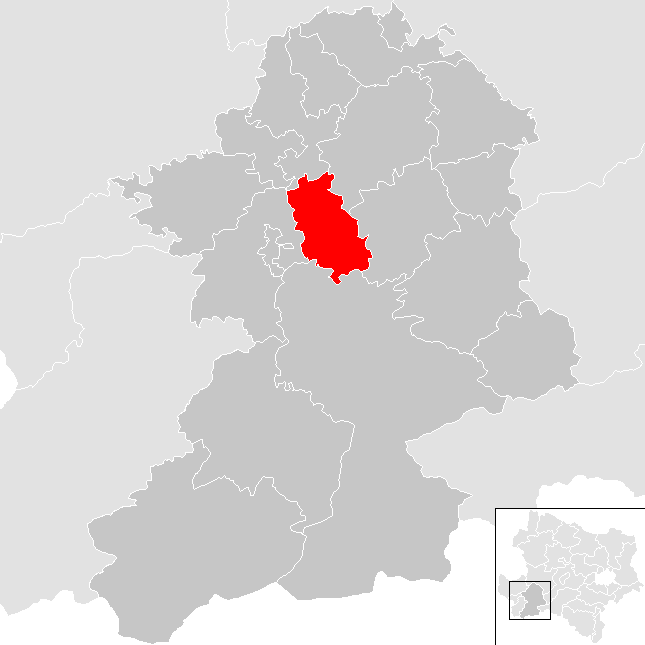
Reinsberg a Scheibbsi járásban

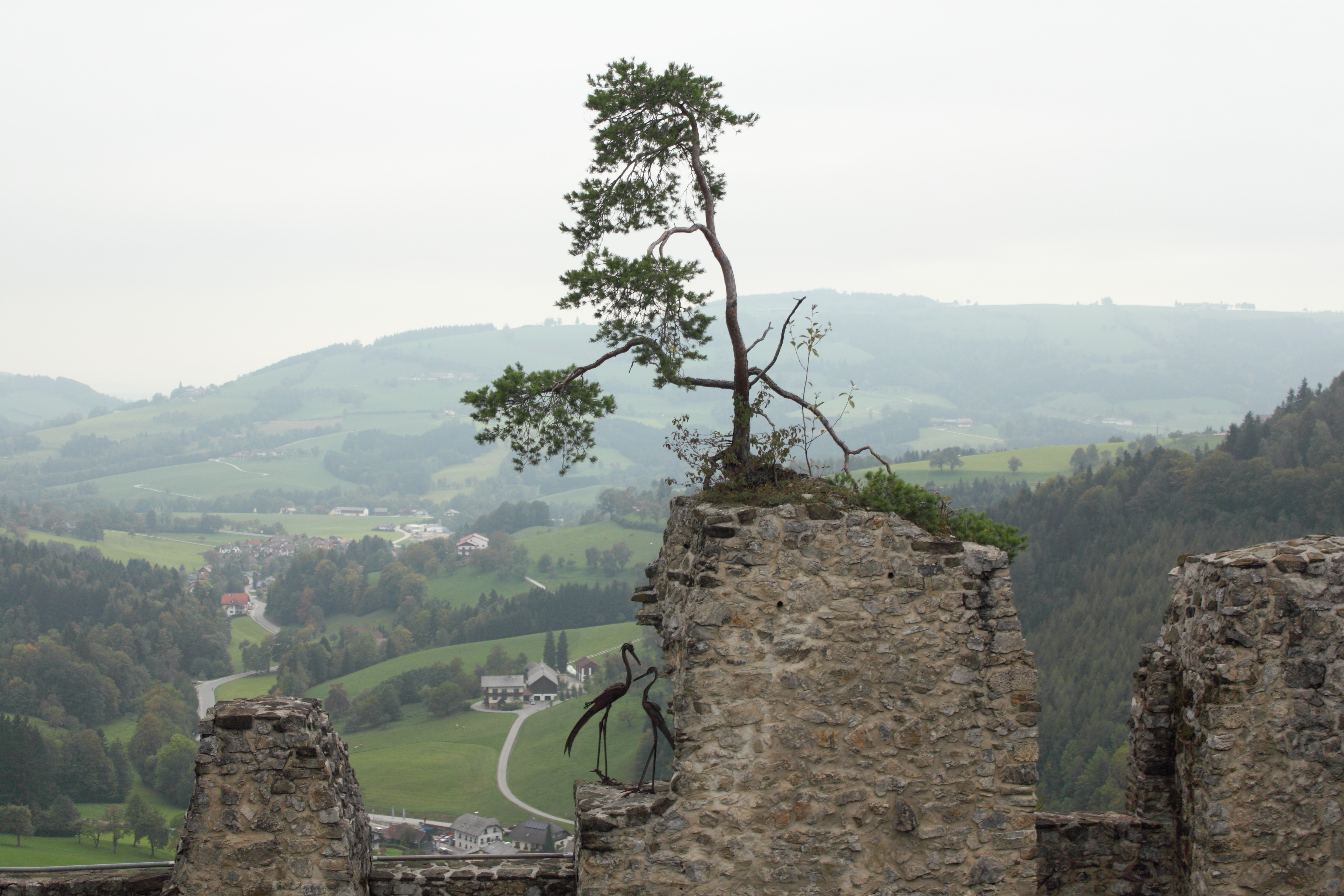
Kilátás a várból

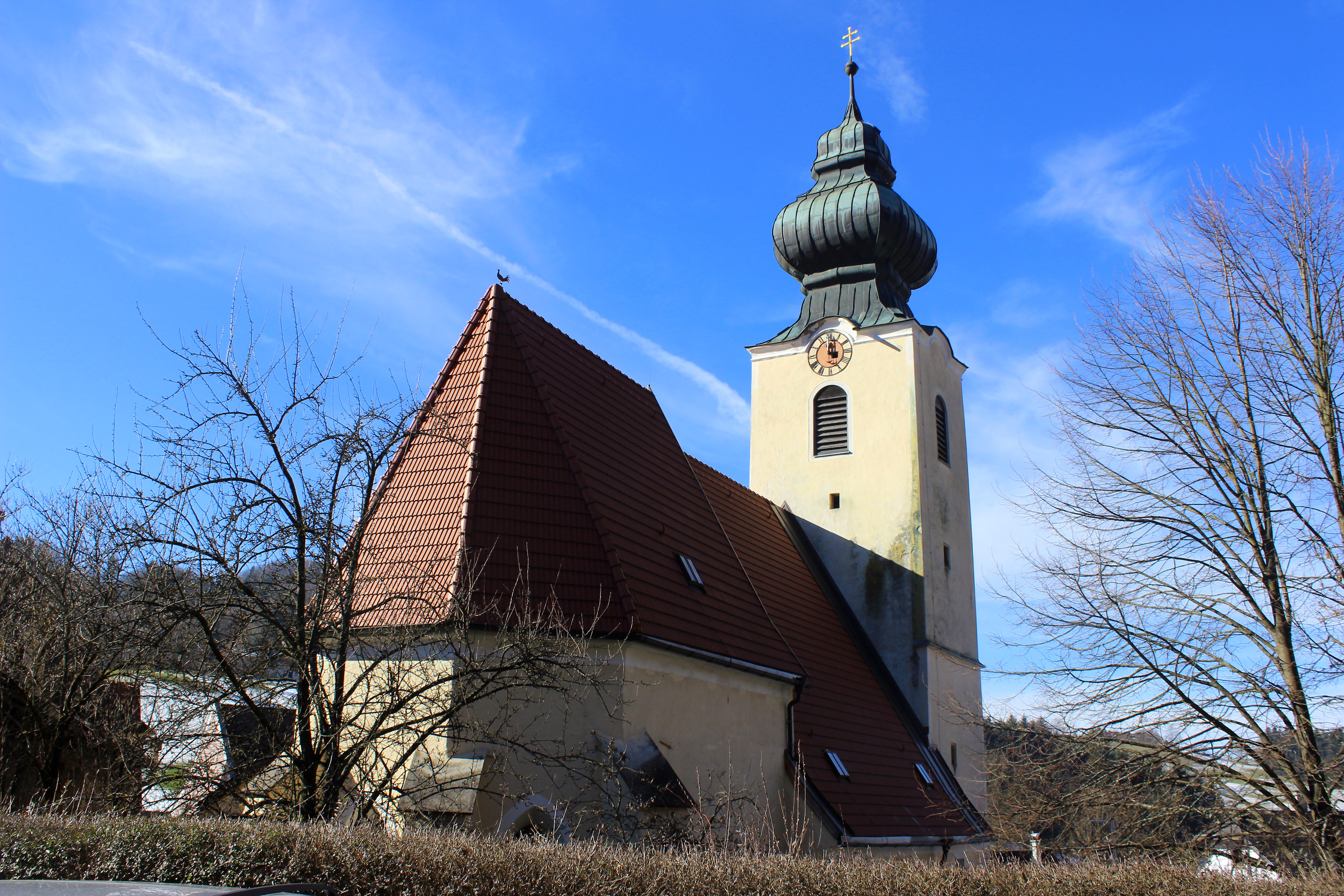
A Keresztelő Szt. János-plébániatemplom

Reinsberg a tartomány Mostviertel régiójában fekszik, az Eisenwurzen történelmi tájegységben, a Steinbach folyó mentén, az Ybbstali-Alpokban. Területének 44,3%-a erdő, 51,4% áll mezőgazdasági művelés alatt. Az önkormányzat 5 települést és településrészt egyesít: Buchberg (93 lakos 2022-ben), Kerschenberg (89), Reinsberg (472), Robitzboden (326) és Schaitten (90). A kataszteri közösségek Buchberg, Kerschenberg, Reinsberg és Robitzboden.
A környező önkormányzatok: északra Steinakirchen am Forst, északkeletre Purgstall an der Erlauf, keletre Scheibbs, délre Gaming, nyugatra Gresten-Land.

## Története
A község területe egy kőbalta tanúsága szerint már 4 ezer éve, az újkőkor végén is lakott volt. Reinsberget 1215-ben említik először. A reformáció során a lakosság protestáns többségűvé vált, majd a 17. század folyamán az ellenreformációs nyomás miatt sokan (1650-ben 50-en) Németországba költöztek át. 1683-ban, Bécs második török ostromakor a portyázó akindzsik kifosztották a falut. 
Az 1938-as Anschluss után Reinsberget a Német Birodalom Niederdonau gaujába osztották be; a második világháború után visszatért Alsó-Ausztriához.

## Lakosság
A reinsbergi önkormányzat területén 2021 januárjában 1070 fő élt. A lakosságszám 1951 óta gyarapodó tendenciát mutat. 2019-ben az ittlakók 97,9%-a volt osztrák állampolgár; a külföldiek közül 1% a régi (2004 előtti), 0,5% az új EU-tagállamokból érkezett. 2001-ben a lakosok 98,4%-a római katolikusnak, 0,7% pedig felekezeten kívülinek vallotta magát. Ugyanekkor német anyanyelvűeken kívül csak egy cseh élt a községben. 
A népesség változása:

| 2016 | 1 012 |
| 2018 | 1 027 |

## Látnivalók
- Reinsberg várának romjai között szabadtéri színpadot állítottak fel, ahol operákat mutatnak be
- a Keresztelő Szt. János-plébániatemplom

## Fordítás
- Ez a szócikk részben vagy egészben  a   Reinsberg (Niederösterreich) című német Wikipédia-szócikk ezen változatának fordításán alapul.  Az eredeti cikk szerkesztőit annak laptörténete sorolja fel. Ez a jelzés csupán a megfogalmazás eredetét és a szerzői jogokat jelzi, nem szolgál a cikkben szereplő információk forrásmegjelöléseként.